# 서울 연화사 지장시왕도
서울 연화사 지장시왕도(蓮花寺 地藏十王圖蓮)는 서울특별시 동대문구 연화사에 있는 조선시대의 지장시왕도이다. 2013년 3월 7일 서울특별시의 유형문화재 제346호로 지정되었다.

## 개요
지장보살과 무독귀왕, 도명존자 등 지장보살삼존을 배치하고 그 좌우로 시왕, 그리고 지장삼존의 아래쪽에 사자, 판관 등을 배치한 지장시왕도이다.
현재 불화에 화기는 남아있지 않으나 불화의 양식으로 보아 1901년에 괘불도 및 아미타불도, 신중도, 천수관음도 등과 함께 제작된 것으로 보인다.
본존 지장보살은 투명한 黑色頭巾을 쓰고 오른손에는 寶珠, 왼손에는 錫杖을 들고 수미단 위 연화좌 위에 결가부좌하고 있으며 좌우로 무독귀왕과 도명존자가 합장을 한 채 지장보살을 향하여 서 있다.
커다란 신광 좌우로는 홀을 들거나 수염을 쓰다듬는 모습의 시왕들이 본존을 향하여 시립하고 있는데, 시왕의 뒤에는 2벌의 그려진 8曲屛이 들러져 있으며 광배는 금박을 붙여 화려하게 장식하였다.
광배를 금색으로 처리하는 수법은 19세기 후반의 서울, 경기지역 불화에 유행하였던 것으로 화계사, 봉은사, 수국사 등의 19세기 후반~20세기 초반 불화에서도 볼 수 있는 특징이기도 하다.
불화의 인물표현에서 특히 주목되는 것은 牛頭獄卒과 馬頭獄卒 등 인물의 상호에 표현된 陰影法인데, 음영법 역시 19세기 이후 서울, 경기지역 불화의 특징 중의 하나이다.
연화사 지장시왕도는 1867년에 19세기 경기지역의 유명한 화승이었던 慶船 應釋이 출초한 서울 보문사 묘승전 지장시왕도(서울특별시 유형문화재 제100호) 초를 바탕으로 하여 제작한 것으로, 서울 청룡사 지장시왕도(1868년, 서울시 유형문화재 제201호), 안정사 지장시왕도(19세기)와 매우 유사하다.
19세기 후반 서울 경기지역 지장시왕도의 도상을 충실하게 계승하고 있는 작품으로서, 채색 및 인물표현에서도 19세기 양식을 충실하게 반영하고 있어 서울 지역 불화유파의 사승관계를 연구하는데 중요한 자료이다.

## 참고 문헌
- 서울 연화사 지장시왕도 - 국가유산청 국가유산포털